# 박근식
박근식(1979년 9월 15일 ~ )은 대한민국의 배우이다.

## 출연

### 영화
- 2007년 《상어》 - uncredited 역
- 2006년 《떨》
- 2006년 《누가 그녀와 잤을까?》 - 장동건 역

### 드라마
- 2010년 SBS 《아테나: 전쟁의 여신》

### 예능
- 2017년 SBS 《런닝맨》 360회 7월23일~361회 7월30일 게스트 with 조세호, 김종명, 천성문, 손나은, 전욱민, 김수용, 태항호
- 2012년 QTV 《죽 쑤는 여자 죽지 않는 남자》
- 2012년 MBC Music 《하하의 19TV 하극상》
- 2011년 MBC 《무한도전》

### 뮤지컬
- 2010년 《스노우드롭 시즌2》 - 슈바이처 역
- 2010년 《라이어 3탄 - Funny Money(퍼니머니)》
- 2009년 《라이어 3탄》
- 2008년 《칼의 노래》 - 송여종 역
- 2007년 《커피프린스1호점》 - 황민엽 역